# Kara śmierci na Wyspach Cooka

Flaga Wysp Cooka

Kara śmierci na Wyspach Cooka – najwyższy wymiar kary na Wyspach Cooka, państwie stowarzyszonym z Nową Zelandią, który obowiązywał w latach 1969 - 2007. Według ustawy kara miała być wykonywana poprzez powieszenie.
Jedynym przestępstwem, za które wedle prawa można było zostać skazanym na karę śmierci była zdrada. Prawo Wysp Cooka definiuje zdradę jako:
- Uczestniczenie w działaniach wojennych przeciwko ojczyźnie lub protektorowi (Nowej Zelandii), co dotyczy obywateli;
- Usiłowanie obalenia prawowitego rządu państwa;
- Zamach na życie władcy państwa (królowej brytyjskiej).

Przepisy dotyczące wykonywania kary śmierci były oparte na ówcześnie obowiązującym prawie nowozelandzkim.
Od momentu uzyskania autonomii na Wyspach Cooka do wycofania tej ustawy, nie wykonano ani jednej egzekucji.